# تريفور كيمب
تريفور كيمب (بالإنجليزية: Trevor Kemp)‏ هو مدرب كرة قدم ولاعب كرة قدم بريطاني، ولد في 15 أكتوبر 1997 في اسكتلندا في المملكة المتحدة، وتوفي في 15 أكتوبر 2012. لعب مع بيرويك راينجرز.